# Suchoj Superjet 100
Suchoj Superjet 100 (SSJ100), är ett regionalt jetflygplan med kapacitet för 78 till 98 passagerare.

## Specifikation/Teknik/Prestanda
Suchoj Superjet 100 byggs i tre varianter: Superjet 100-75, Superjet 100-95 och Superjet 100-110.
Flygplanet bygger på beprövad teknologi för att på så sätt minimera risker. Specifikationerna för flygplanet godkänns av Ryssland, OSS, Europa och USA och bullernivån är också anpassad efter gällande regelverk. 
Flygplanen är utrustad med två Powerjet SaM146-turbofläktmotorer. Underleverantörer är Boeing, Iljusjin, Jakovlev och Powerjet, där Boeing kontrakterats som konsult för projektplanering, certifiering och kundsupport. Samarbetet med Boeing har pågått sedan 2001.

## Tillverkning/Produktion
Planen tillverkas av den ryska flygplanstillverkaren Suchojs civila division. Produktionen av flygplanet sker vid Komsomolsk-na-Amure i Ryssland, men Suchoj överväger att flytta produktionen till den europeiska delen av Ryssland på grund av krav från kunder och underleverantörer, varav flera är italienska. 

## Konkurrenter
De främsta konkurrenterna till Superjet 100 är Antonov An-148, Embraer E-Jets och Bombardier C Serie. Suchojs VD Michail Pogosian har hävdat[när?] att Superjet 100 kommer att ha 10-15 % lägre driftskostnad än brasilianska Embraer eller kanadensiska Bombardier, och dessutom ha en större kabin med bättre komfort. Med en prislapp på 27,8 miljoner amerikanska dollar kommer Suchoj-planet att vara 18-22 % billigare än konkurrenterna. Dock erbjuder konkurrenterna ett mer omfattande aftersales-program och underhållsnätverk.

## Beställningar och leveranser
De första leveranserna beräknades ske 2008, vilket dock inte inträffade. Den första av planerade 600 flygningar under certifieringen skedde 19 maj 2008. I november 2010 hade flygplanet flugit 948 gånger och sammanlagt 2245 timmar i samband med certifieringen.
Flygbolag som lagt order på Superjet 100 är Aeroflot, AiRUnion, Dalavia, Transaero och Armavia. Det första planet levererades till Armavia den 19 april 2011 och landade för första gången den 21 april 2011 vid Zvartnots internationella flygplats.
Till potentiella kunder räknas Air France, Lufthansa, Iberia, UTair och SAS Scandinavian Airlines som enligt rykten från september 2007 sades vara på väg att lägga en order på Superjet 100 tillsammans med det nu konkursdrabbade ungerska flygbolaget Malév. [källa behövs]
Fram till slutet av 2014 hade 61 exemplar levererats till kunder. De största kunderna var då Aeroflot (Ryssland) och Interjet (Mexiko), och i övrigt mest ryska bolag och inget från EU eller USA. Brussels Airlines använde flera Superjet 100 från mars 2017 till 7 januari 2019 då leasingkontraktet avslutades på grund av brist på reservdelar.

## Olyckor och incidenter
- Den 9 maj 2012 försvann en rysk Suchoj SuperJet 100 vid en demonstrationsflygning efter det lyft från Halim Perdanakusuma-flygplatsen i Jakarta, Indonesien. Ombord fanns 42 inbjudna passagerare och åtta ryska besättningsmedlemmar som samtliga omkom. Flygplanet började sjunka strax efter starten, och försvann från radarskärmarna ungefär 14:12 lokal tid (07:12 UTC) på 6 200 fot (1 900 m) över havet i ett bergsområde söder om Jakarta. Vrakdelar från flygplanet har återfunnits på en av Salakbergets klippor.[4] Utredningen[5] visade att orsaken var pilotfel. Höjdändringen hade begärts av piloten som ignorerade en automatisk varning om ett berg, kanske för att han pratade med en chef hos kunden. Piloten hade inte flugit i området förut.
- Den 21 juli 2013 gjorde en Suchoj SuperJet 100 en buklandning i Keflavik, Island. Orsaken var pilotfel. Den skedde under en provflygning för att prova problemsituationer och det var bara piloter och tekniker ombord. Man simulerade en landning med bara en fungerande motor, försökte öka gaspådraget på fel motor, och glömde fälla ut landningsstället. Det var mitt i natten och piloten var trött.
- Den 5 maj 2019 gjorde ett Aeroflot-plan av typen en nödlandning i Moskva, Ryssland. Flygplanet fattade eld och 41 av de 78 personerna ombord dog.
- I juli 2024 störtade en Sukhoi Superjet 100 under en testflygning i Ryssland.[6]

## Bilder

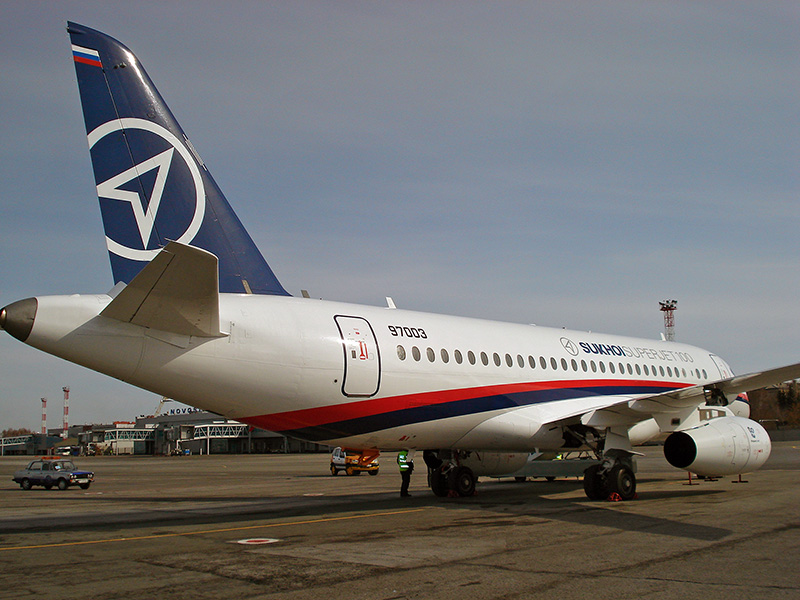
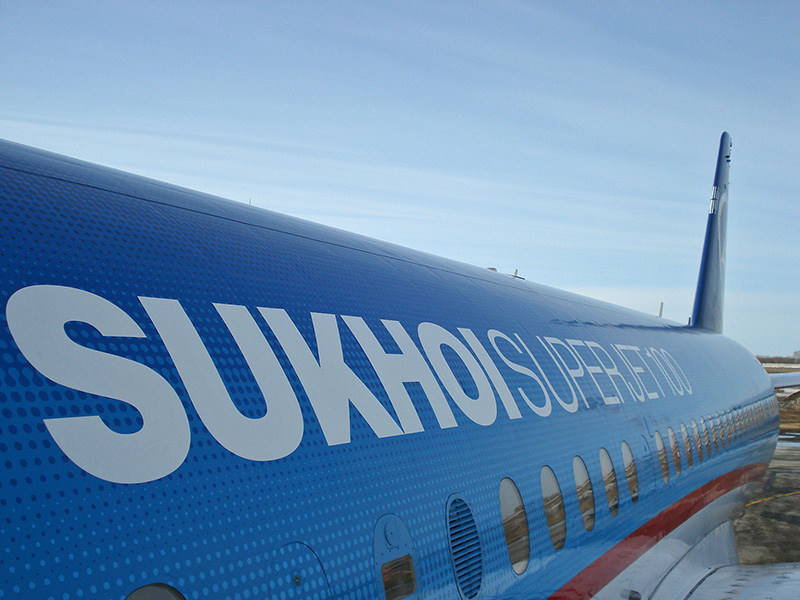
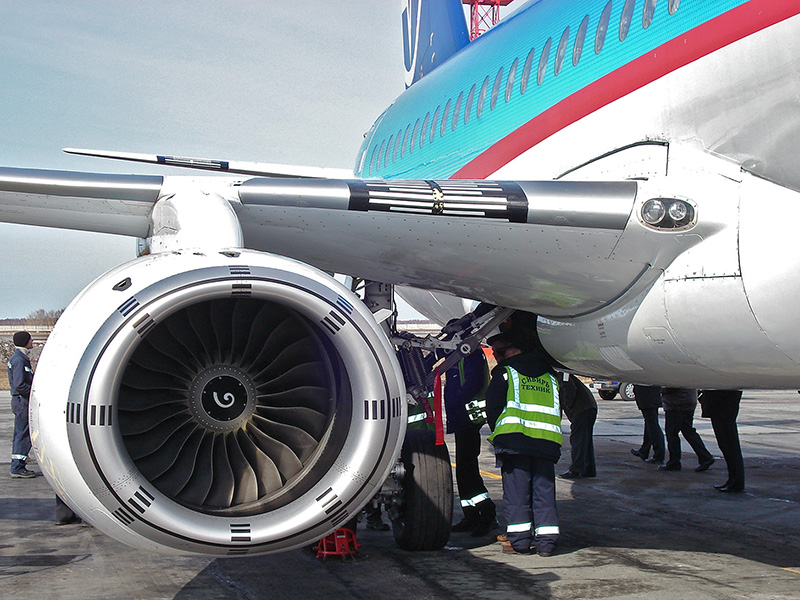
Planets motor.
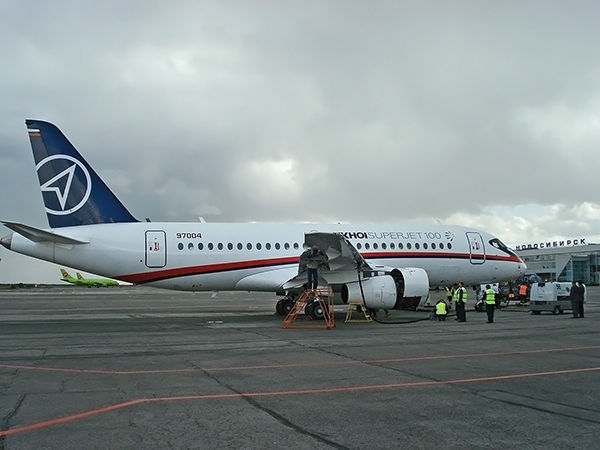
SSJ-100 på Tolmatjovos flygplats i Sibirien.
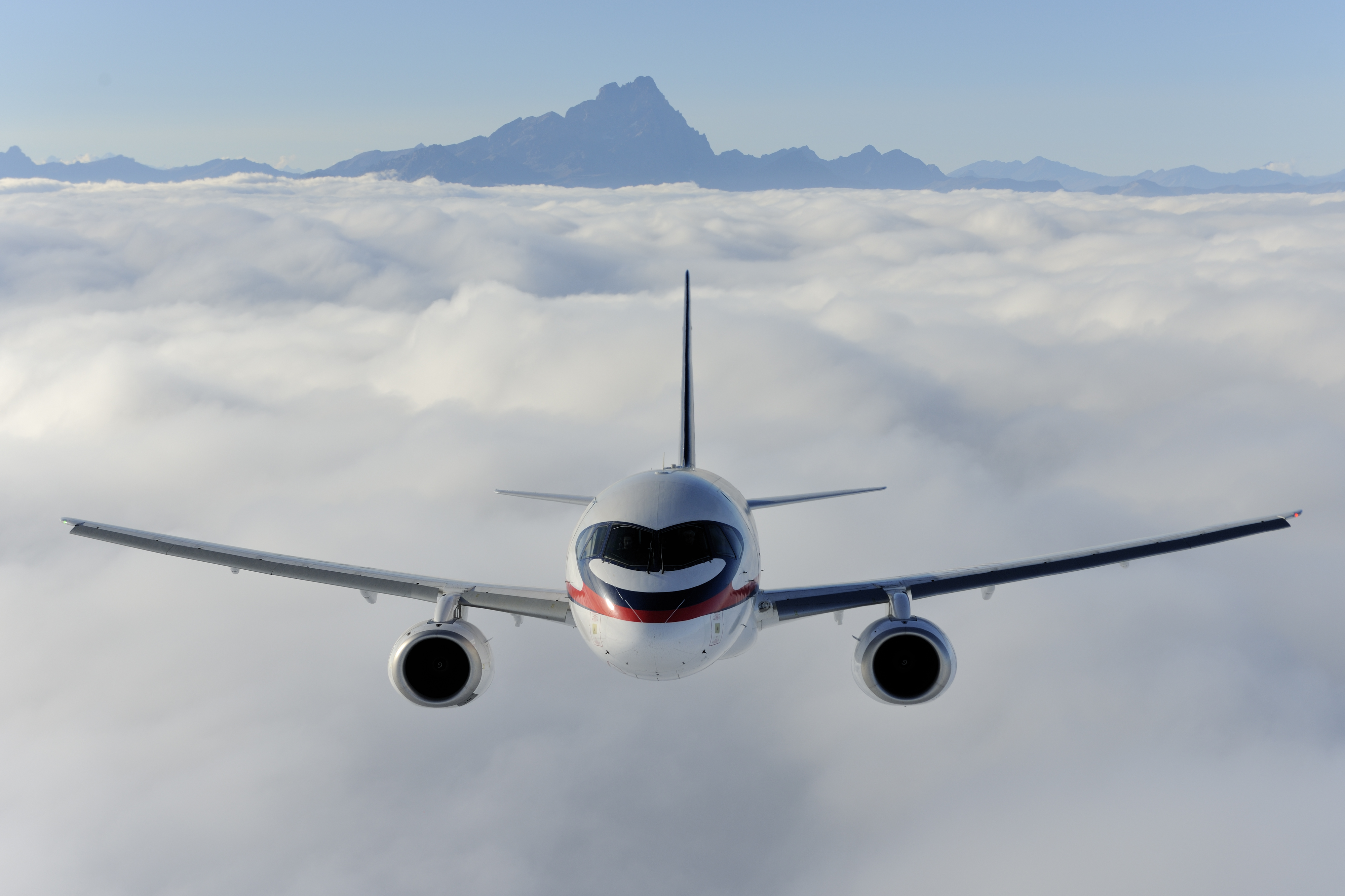
En SSJ-100 nära Turin.
- SSJ-100 på Tolmatjovos flygplats.
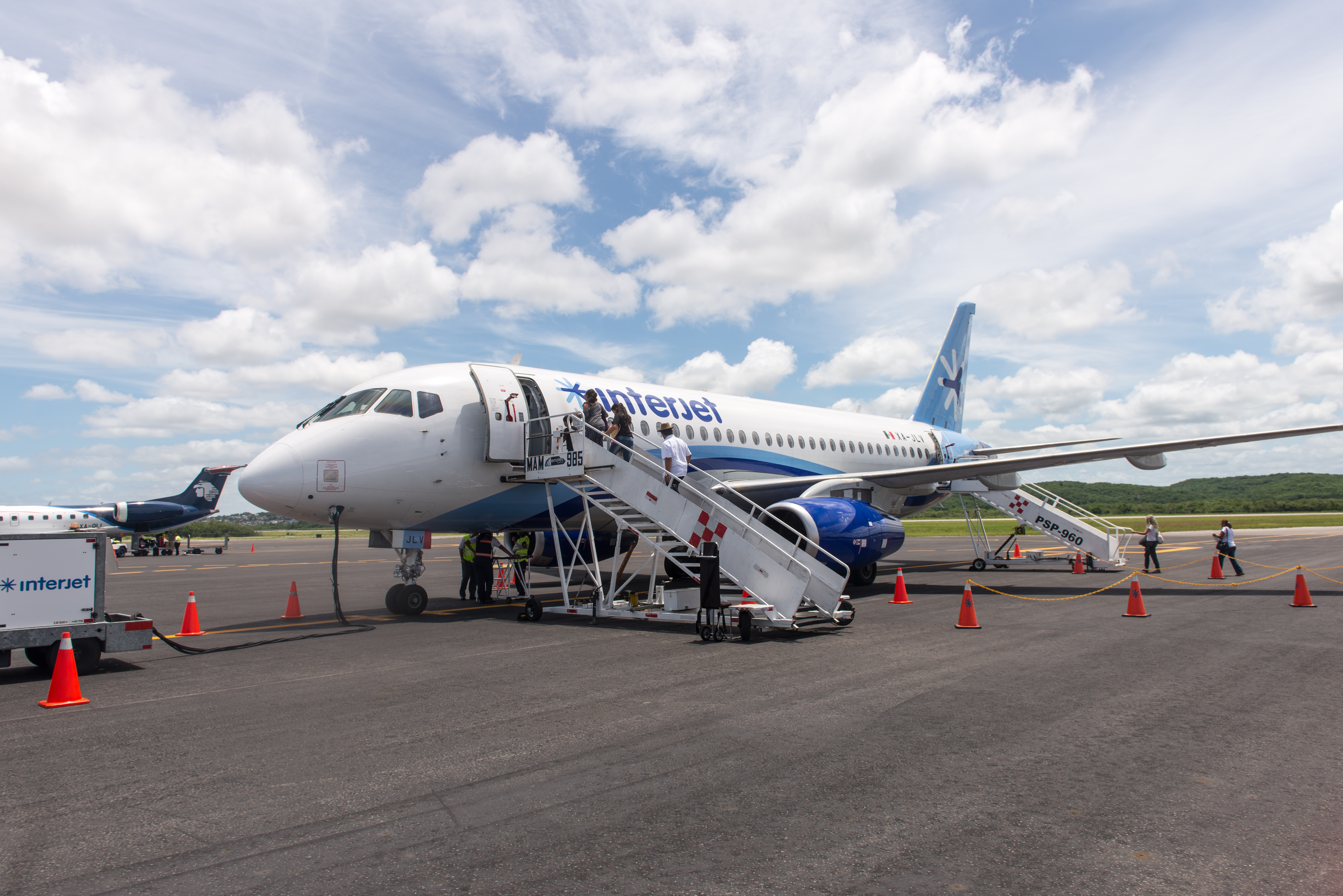
En Suchoj Superjet 100 i Campeche, Mexiko 2015.
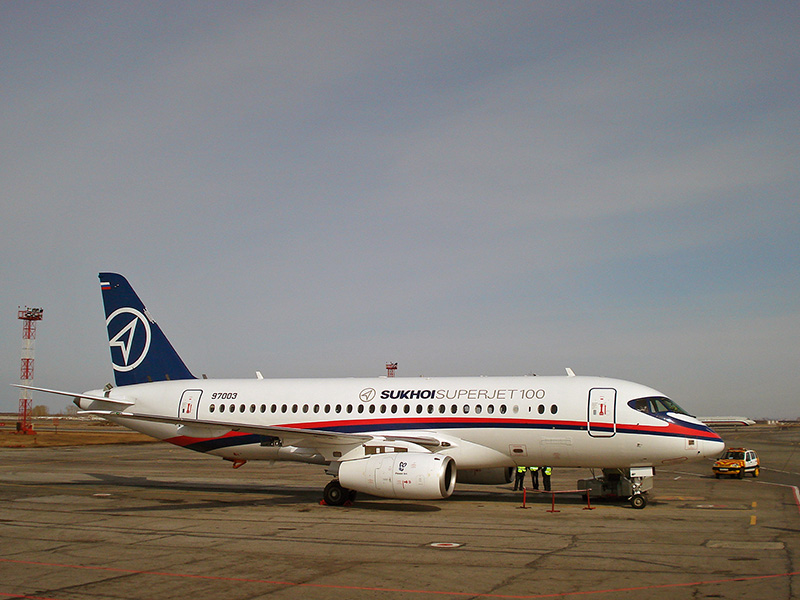
Suchoj Superjet 100.
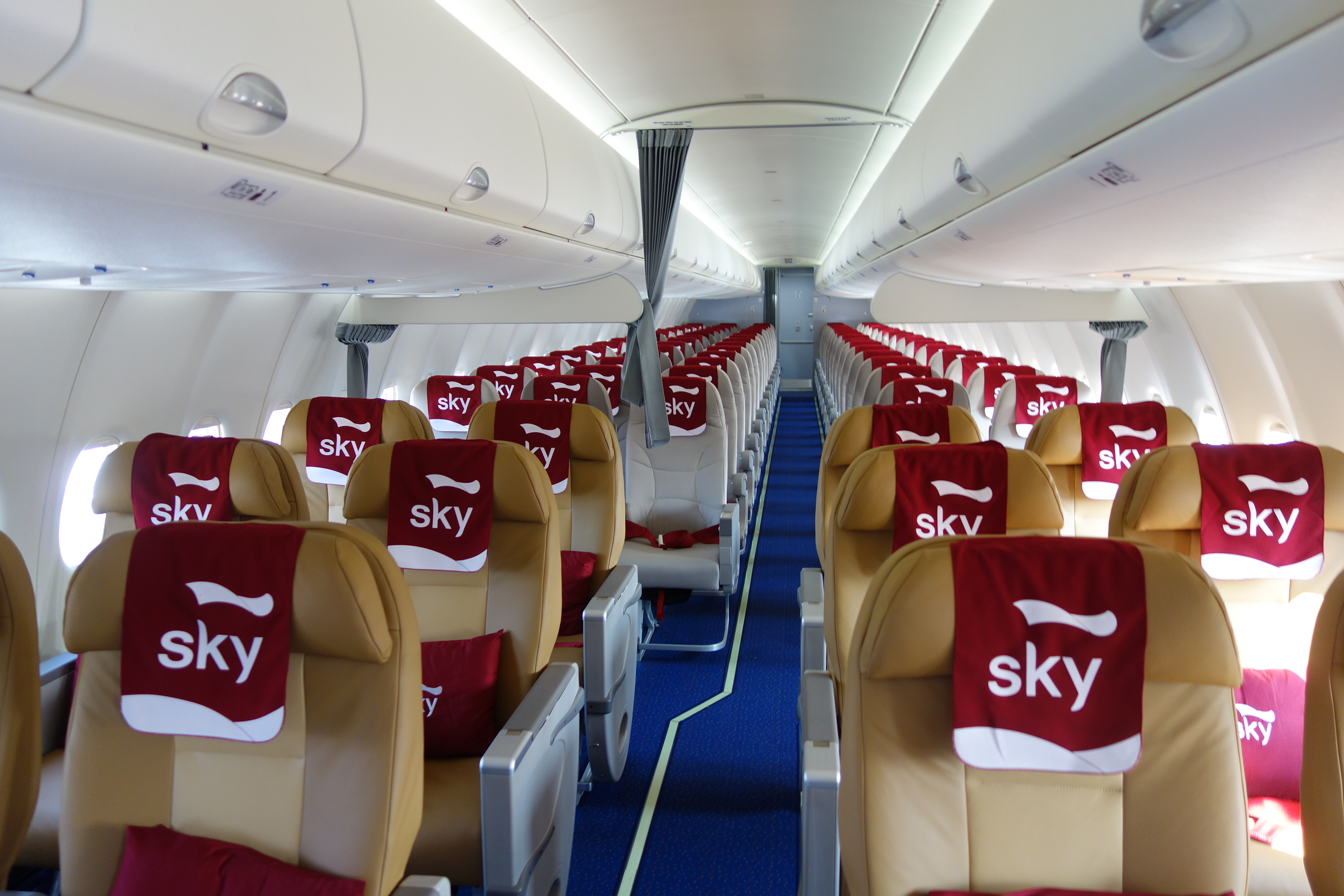
Kabinen.
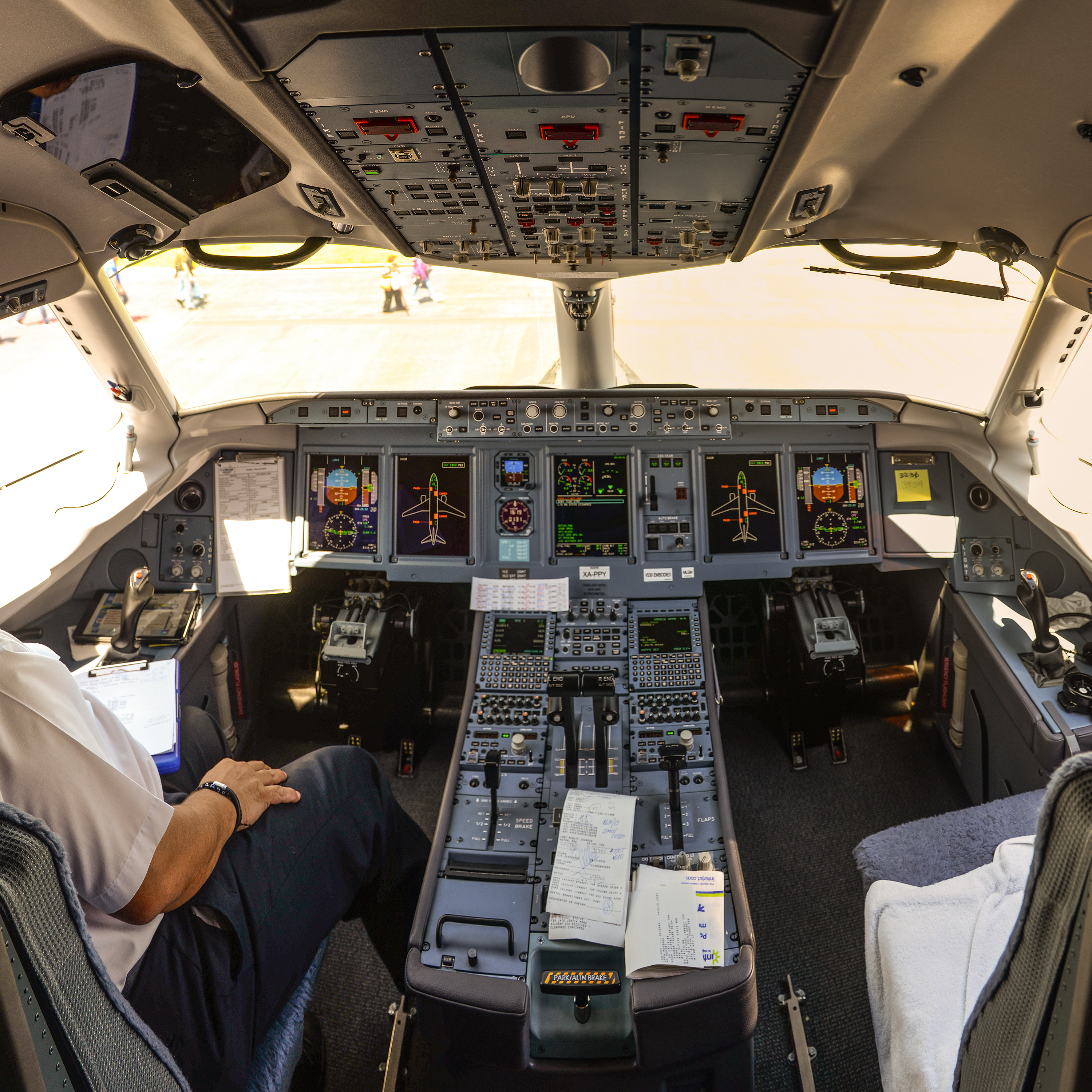
Cockpit.